# Kerstin Brachtendorf
Kerstin Brachtendorf  (* 22. Mai 1972) ist eine deutsche Radsportlerin.

## Sportliche Laufbahn
Kerstin Brachtendorf startet in der UCI-Kategorie der Elite, aber wegen der Behinderung eines ihrer Beine auch in der Paracycling-Kategorie C5. Zunächst war sie hauptsächlich als Mountainbikefahrerin in der Elite aktiv. 2006 gewann sie gemeinsam mit Sabine Grona das Mountainbike-Rennen Cape Epic in Südafrika, und im Jahr darauf belegte sie bei der deutschen Meisterschaft im Mountainbike-Marathon Platz drei. 2008 entschied sie die Tour Transalp für sich und wurde Mountainbike-Europameisterin bei den Masters.
2011 qualifizierte sich Brachtendorf für die UCI-Paracycling-Bahnweltmeisterschaften im Velodromo Fassa Bortolo in Montichiari und belegte Rang fünf in der Einerverfolgung; im selben Jahr wurde sie Zweite bei der Ronda Piccola beim Bike Marathon Riva del Garda. 2011 und 2013 gewann sie die Gesamtwertung des UCI-Straßenweltcups (C5) und seit 2011 dreimal hintereinander die deutsche Straßenmeisterschaft. Bei den Sommer-Paralympics 2012 in London startete sie in vier verschiedenen Disziplinen und wurde Vierte im Straßenrennen. 2013 errang sie den Titel der Weltmeisterin im Straßenrennen, nachdem sie 2011 Fünfte geworden war. 2015 gewann sie jeweils Bronze im Straßenrennen und im Einzelzeitfahren.
Im März 2014 gab das Team Maxx-Solar bekannt, dass es Kerstin Brachtendorf verpflichtet hat. Die Sportlerin wollte sich gezielt auf die Sommer-Paralympics 2016 in Rio de Janeiro vorbereiten. Bei den Spielen wurde sie Fünfte im Straßenrennen und Siebte im Einzelzeitfahren auf der Straße; auf der Bahn belegte sie in der Einerverfolgung Rang acht.  Bei den UCI-Paracycling-Straßenweltmeisterschaften 2017 wurde sie zum zweiten Mal Weltmeisterin und holte im Einzelzeitfahren Bronze.
2021 wurde Kerstin Brachtendorf für die Teilnahme an den Sommer-Paralympics 2020 in Tokio nominiert. Sie gewann die Bronzemedaille im Einzelzeitfahren der Kategorie C5. Für den Gewinn der Bronzemedaille erhielt sie am 8. November 2021 vom Bundespräsidenten das Silberne Lorbeerblatt.

## Berufliches
Kerstin Brachtendorf ist von Beruf Diplom-Grafikdesignerin. Die Monate von Oktober bis April verbringt sie regelmäßig auf Gran Canaria, wo sie als Mountainbike-Guide arbeitet.

## Erfolge
2011
- Weltcup – Gesamtwertung

2013
- Weltmeisterin – Straßenrennen
- Weltcup – Gesamtwertung

2015
- Weltmeisterschaften – Einzelzeitfahren, Straßenrennen

2017
- Weltmeisterin – Straßenrennen
- Weltmeisterschaft – Einzelzeitfahren

2019
- Straßenweltmeisterschaften – Straßenrennen
- Straßenweltmeisterschaften – Einzelzeitfahren

2021
- Straßenweltmeisterschaften – Straßenrennen
- Straßenweltmeisterschaften – Zeitfahren
- Paralympics – Einzelzeitfahren

2022
- Weltmeisterin – Zeitfahren
- Weltmeisterschaft – Straßenrennen